# Tomoporo
Tomoporo es una población del municipio La Ceiba en el estado Trujillo (Venezuela).

## Ubicación
Se encuentra a orillas el lago de Maracaibo, sobre el lago de Maracaibo, entre las poblaciones de Ceuta al norte, Tomoporo de Tierra al este, Moporo al sur y el lago de Maracaibo al oeste.

## Historia
Tomoporo fue fundado en épocas ancestrales por los indígenas añú, quienes construían sus viviendas sobre el agua (Palafitos) por lo que su fecha de fundación es desconocida. El poblado ya existía en 1499 cuando Alonso de Ojeda visitó el lago de Maracaibo y en 1607 cuando formó parte de la federación de tribus bajo el cacique Nígale que lucharon contra el dominio español. En 1774 fue visitado por el obispo Mariano Martí quien dio una de las primeras reseñas sobre el pueblo.
A pesar del descubrimiento de petróleo en el lago de Maracaibo a principios del siglo XX la actividad petrolera en Tomoporo sólo comenzó tímidamente en los años 1980, cuando Lagoven perforó el pozo TOM – 1 en 1986. Con la perforación del pozo TOM – 7 en 1999 el cual produjo 16.300 barriles por día, Corpoven descubrió un campo gigante el cual lleva 25 pozos en 2009.

## Zona residencial
Tomoporo, junto con Ceuta, Moporo, Santa Rosa de Agua, Sinamaica y Congo Mirador es uno de los pueblos de agua del lago de Maracaibo construidos sobre pilotes. Sus casas son palafitos conectados por puentes de madera y su transporte es por medio de botes. Pueblos como este llevaron a Américo Vespucio a llamar al territorio Venezuela (pequeña Venecia) cuando exploraba el lago de Maracaibo junto a Alonso de Ojeda.

## Actividad económica
Su principal actividad económica es la pesca, además de la actividad petrolera de los pozos que están en tierra firme (campo Tomoporo), como los pozos VLG sobre el lago de Maracaibo vecinos al pueblo (campo Lagotreco).

## Sitios de referencia
- Campo Tomoporo.
- Campo Lagotreco (Bloque VII).